# Deloraine (Manitoba)
Pour les articles homonymes, voir Deloraine.
Deloraine est une ville rurale du Manitoba située au sud-ouest de la province et  dans la municipalité rurale de Winchester. Située près des Turtle Mountains, la ville se trouve à 100 km au sud de Brandon.

## Histoire
Historiquement, Deloraine est reconnue pour l'implantation de nombreux postes pour la traite des fourrures aux abords de la rivière Souris et pour la découverte d'artéfacts de Paléoaméricains datant de plus de 10000 ans.

## Démographie
| 2001  | 2006 | 2011 | 2016 |
| ----- | ---- | ---- | ---- |
| 1 026 | 977  | 977  | 978  |

## Tourisme
Partie majeure de l'économie de Deloraine, le tourisme est essentiellement relié aux activités récréatives telles le ski de fond, la motoneige, la pêche et la chasse.

## Personnalités locales
- Ronald D. Bell, juge né à Deloraine
- Peter Nygård (né en 1943), designer dont Deloraine fut l'un des lieux de résidences
- James Byron Bissett, ambassadeur canadien en Yougoslavie, Albanie et en Bulgarie
- William Morton, tenor canadien

## Référence
- (en) Cet article est partiellement ou en totalité issu de l’article de Wikipédia en anglais intitulé « Deloraine, Manitoba » (voir la liste des auteurs).

1. ↑  « Statistique Canada - Profils des communautés de 2006 -    Deloraine » (consulté le 4 juin 2020)
2. ↑  « Statistique Canada - Profils des communautés de 2016 -   Deloraine » (consulté le 3 juin 2020)